# Edgars Vardanjans
Edgars Vardanjans (Ereván, 9 de mayo de 1993) es un ex-futbolista armenio, nacionalizado letón, que jugaba en la demarcación de centrocampista.

## Selección nacional
Tras jugar con la selección de fútbol sub-17 de Letonia, la sub-19 y la sub-21, finalmente debutó con la selección absoluta el 9 de junio de 2017. Lo hizo en un partido de clasificación de la Copa Mundial de Fútbol de 2018 contra Portugal que finalizó con un resultado de 0-3 a favor del combinado portugués tras los goles de André Silva y un doblete de Cristiano Ronaldo.

## Clubes
| Club                           | País    | Año         | Partidos | Goles |
| ------------------------------ | ------- | ----------- | -------- | ----- |
| FS METTA/Latvijas Universitāte | Letonia | 2010 - 2016 | 178      | 13    |
| FK Spartaks Jūrmala            | Letonia | 2017 - 2019 | 47       | 2     |
| FK Liepāja                     | Letonia | 2020        | 1        | 0     |

## Palmarés

### Campeonatos nacionales
| Título   | Club                | País    | Año  |
| -------- | ------------------- | ------- | ---- |
| Virslīga | FK Spartaks Jūrmala | Letonia | 2017 |